# Prstná
Prstná (lengyelül: Piers(t)na, németül: Piersna) egy falu volt Csehország Morva-sziléziai kerületének Karvinái járásában. 1952. óta Petrovice u Karviné része.

## Története
Első említése 1447-ből származik.
Politikailag a falu kezdetben a Lengyelország felosztásakor 1290-ben alapított Tescheni Hercegséghez tartozott, és a Piast-dinasztia helyi ágához tartozott. 1327-ben a hercegség a Cseh Királyság feuduma lett, s így 1526-ban a Habsburg Birodalom részévé vált.
1796-ban a falu a Gussnar nemesi család tulajdonába került, akik 1798-ban felépítették itt a ma a település legfontosabb jelképének számító otthonukat.
Az Osztrák–Magyar Monarchia felbomlása, az első világháború után kitört lengyel-csehszlovák háború, valamint a Tescheni-Szilézia 1920-as felosztásakor a falu Csehszlovákiához került. A müncheni egyezmény értemében 1938 októberében a falu Zaolzie régióval együtt Lengyelország Szliéziai Vajdaságának Frysztat megyéjéhez került. A második világháború elején a területet a náci Németország szállta meg. A háború után visszakerült Csehszlovákiához.